# Classe d'Euler
En topologie algébrique, la classe d’Euler est une classe caractéristique d'un fibré vectoriel réel orienté. Elle mesure l’obstruction à trouver une section d’un fibré qui ne s’annule pas. Cette notion trouve son origine dans la théorie de l'homologie.

## Définition
Soit ξ un fibré vectoriel réel orienté de rang {\displaystyle r} sur une variété compacte orientée {\displaystyle B} de dimension {\displaystyle n} . Une section générique {\displaystyle s} de ξ est transverse à la section nulle. Par conséquent, le lieu de ses zéros est une sous-variété {\displaystyle s^{-1}(0)} compacte sans bord orientée de dimension {\displaystyle n}-{\displaystyle r}, elle possède une classe d’homologie [{\displaystyle s^{-1}(0)}] {\displaystyle \in \mathbb {H} _{n-r}(B,\mathbb {Z} ))} qui ne dépend pas du choix de la section. C’est la classe d’Euler de ξ en homologie.

## Exemple
Si ξ = {\displaystyle TB} est le fibré tangent de {\displaystyle B}, {\displaystyle s} un champ de vecteurs générique, alors [{\displaystyle s^{-1}(0)}] {\displaystyle \in \mathbb {H} _{0}(B,\mathbb {Z} )\cong \mathbb {Z} } compte le nombre de zéros avec signes de s. D’après un théorème de H. Hopf, ce nombre coïncide avec la caractéristique d’Euler-Poincaré de B, d’où le nom de classe d’Euler.